# Muzej Opera del Duomo, Firence
Muzej Opera del Duomo (Museo dell'Opera del Duomo) v Firencah v Italiji je muzej, ki vsebuje številna izvirna umetniška dela, ustvarjena za Firenško stolnico ali Cattedrale di Santa Maria del Fiore . Od avgusta 2013 je direktor muzeja Američan Fr. Timothy Verdon,.
Muzej stoji vzhodno od stolnice, v bližini njene apside. Odprli so ga leta 1891, zdaj pa je v njem tako imenovana »ena najpomembnejših zbirk kiparstva na svetu«.

## Zbirka
Med muzejskimi zalogami so vrata Lorenza Ghibertija za baptisterij v Firencah, ki se imenujejo Rajska vrata, cantorias ali pevske galerije, ki so jih za stolnico oblikovala Luca della Robbia in Donatello, Donatellova Spokornica Magdalena.
V zbirki je tudi Polaganje v grob, pietà, ki jo je izdelal Michelangelo in jo namenil za svojo grobnico.
Čeprav je bilo 6. avgusta 2013 objavljeno, da je turist Giovanni d'Ambrogio po nesreči odtrgal prst s kipa iz 14. stoletja, je prst poznejše popravilo in ni bil del prvotnega dela .